# لی جه وو
لی جه وو (کره‌ای: 이재우؛ زادهٔ ۲۸ ژوئن ۱۹۹۱) بازیگر اهل کره جنوبی است. او بیشتر به خاطر ایفای نقش در مجموعه‌های تلویزیونی کی۲ (۲۰۱۶)، وقتی کاملیا شکوفا می‌شود (۲۰۱۹) و سلام خداحافظ مامان! (۲۰۲۰) شناخته می‌شود.

## فیلم‌شناسی

### فیلم
| سال  | عنوان      | نقش        | منابع  |
| ---- | ---------- | ---------- | ------ |
| ۲۰۱۳ | مخفیانه    | سرباز      | [ ۹ ]  |
| ۲۰۱۷ | چون عاشقتم | پی‌دی       | [ ۱۰ ] |
| ۲۰۱۸ | شاهد       | کارآگاه جو | [ ۱۱ ] |

### مجموعه‌های تلویزیونی
| سال  | عنوان                   | نقش               | شبکه     | منابع  |
| ---- | ----------------------- | ----------------- | -------- | ------ |
| ۲۰۱۶ | خداحافظ آقای بلک        | جه وو             | ام‌بی‌سی   | [ ۱۲ ] |
| ۲۰۱۶ | کی۲                     | کانگ سونگ گیو     | تی‌وی‌ان   | [ ۱۳ ] |
| ۲۰۱۷ | ملکه هفت روزه           | فرمانده سلطنتی    | کی‌بی‌اس۲  | [ ۱۴ ] |
| ۲۰۱۸ | خانم حممورابی           | قاضی چون سونگ هون | جی‌تی‌بی‌سی | [ ۱۵ ] |
| ۲۰۱۹ | هه‌چی                    | بازرس جدید        | اس‌بی‌اس   | [ ۱۶ ] |
| ۲۰۱۹ | وقتی کاملیا شکوفا می‌شود | کوان اوه جون      | کی‌بی‌اس۲  | [ ۱۷ ] |
| ۲۰۱۹ | روح را بگیر             | کیم هیون سو       | تی‌وی‌ان   | [ ۱۸ ] |
| ۲۰۲۰ | سلام خداحافظ مامان!     | کانگ سانگ بونگ    | تی‌وی‌ان   | [ ۱۹ ] |
| ۲۰۲۱ | پنت‌هاوس: جنگ در زندگی ۳ | افسر پلیس         | اس‌بی‌اس   |        |